# Moulin du Neckersgat
Le Moulin du Neckersgat, ou Moulin du Nekkersgat (en néerlandais : Nekkersgatmolen) est un moulin à eau dont l'origine remonte au XIIe siècle, situé rue Keyenbempt, n° 66 à Uccle. Entraîné par le Geleytsbeek, il servit initialement à la moulure du grain, et devint un moulin à papier au XVIIe siècle. Après une lourde campagne de restauration (2008-2013), les bâtiments servent désormais de lieu d'exposition et d'événement. Des activités artistiques, artisanales, culturelles et sociales y sont organisées par l'ASBL Le Moulin du Nekkersgat.

## Le moulin
La maison du meunier, la salle des machines et les dépendances, de style brabançon, forment une cour centrale.
Les plus anciennes fondations remonteraient au XIIe siècle. La présence d'un moulin en ce lieu est attestée depuis 1362  . Un acte officiel daté du 29 juillet 1636 mentionne le nom du moulin pour la première fois ; il servait alors de moulin à grain à l'abbaye d'Affligem.
En 1636, il est cédé à la famille Huens-Mertens qui en fait un moulin à papier.
Trente ans plus tard, le moulin est revendu à Jean-Baptiste Gaucheret qui le transforme en moulin à huile pour alimenter la savonnerie qu'il possédait à Bruxelles. Ses descendants exploiteront le moulin jusqu'au XXe siècle, mais à nouveau comme moulin à grain à partir de 1745.
Le moulin est désaffecté et cédé à l'état après la Première Guerre mondiale ; celui-ci le transforme pour y installer le personnel de l'Institut national des Invalides en 1926.
L'état vend le domaine à la commune d'Uccle pour un franc symbolique en 1970. Le bâtiment est classé en 1971 mais se dégrade progressivement. L'aile principale est convertie en logement ; Jean Seydel installera sa forge dans l'atelier et y fabriquera pendant 20 ans des imitations d'armes et costumes historiques pour le cinéma, le théâtre, l'opéra et la télévision.

## Le domaine
Le moulin est situé dans un espace vert de 650 m2 serré entre l'avenue Achille Reisdorff et la rue Keyenbempt et dont la commune d'Uccle et l’Institut national des invalides de guerre partagent la propriété. Le classement du site en 1977 - soutenu par une importante pétition populaire - contraria définitivement le projet de construction d'un ring Sud à ce niveau.

## Restauration du moulin
Dès 1992, l'état des bâtiments inquiète.
La commune d'Uccle décide une campagne de travaux en 2006 en vue de transformer les bâtiments en espace culturel.
Les travaux commencent en 2011 avec pour objectifs principaux d'assurer la stabilité de l'immeuble, restaurer ou reconstituer les éléments patrimoniaux endommagés, restaurer le mécanisme du moulin et réaménager les abords. Le coût d'1,4 million d'euros est partagé entre la commune et la Région de Bruxelles-Capitale. La presse annonce l'achèvement des travaux en octobre 2013.
Les espaces sont désormais proposés à la location pour l'organisation d'événements.

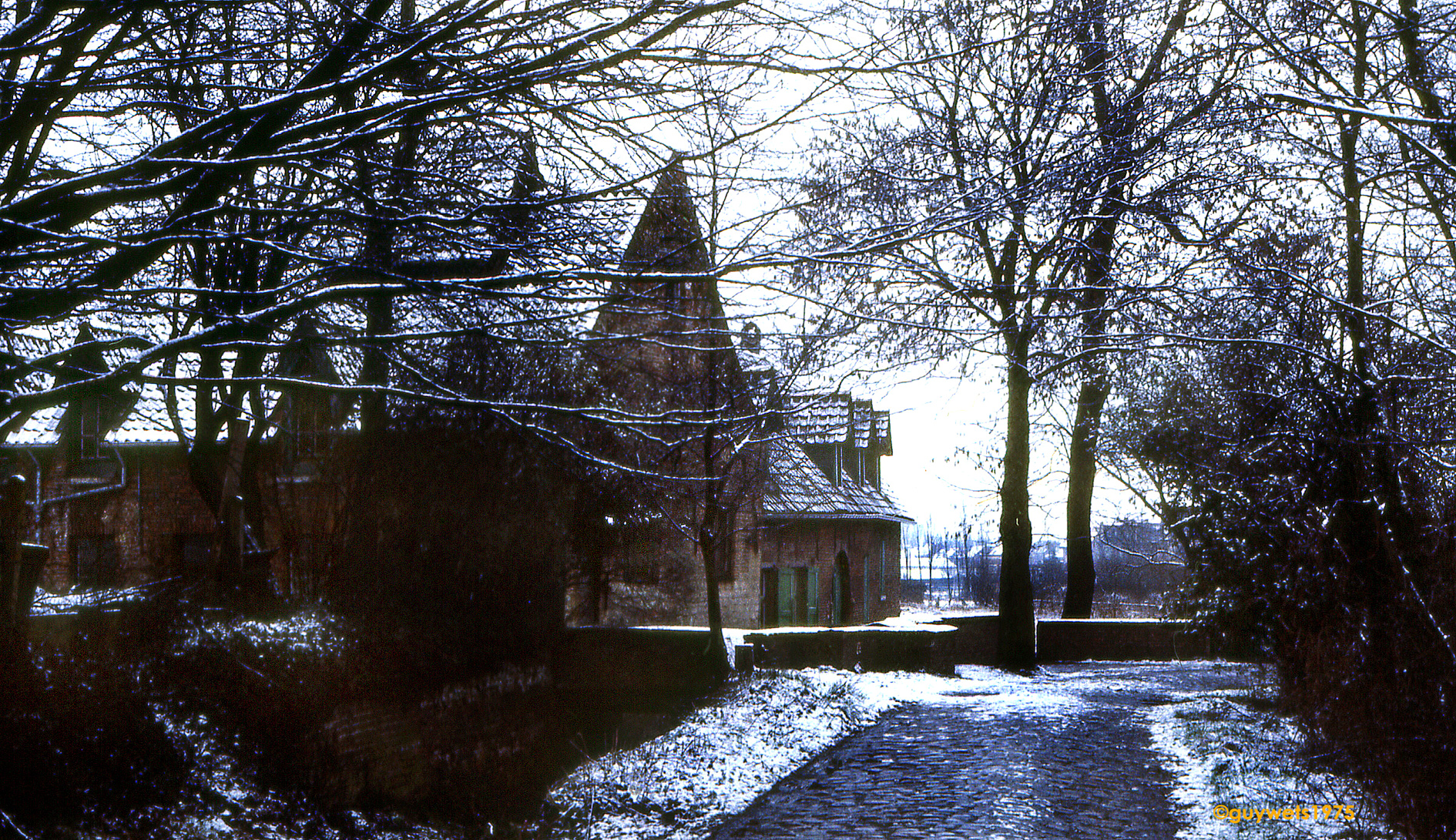
Le Moulin du Neckersgat,ici en 1975, est un moulin à eau dont l'origine remonte au XIIe siècle, situé rue Keyenbempt à Uccle

## Étymologie
Neckersgat signifierait 'passage des neckers', les neckers étant des petits génies des eaux .

## Iconographie
- Uccle : Moulin du Nekkersgat anno 1362, gravure d'Henri Quittelier, 1968, 22 × 27 cm (hors cadre), 200 exemplaires, signés au crayon[8].
- Photographies de l'état des lieux en 2006 et des travaux en cours sur le site du bureau d'architecture chargé du projet, en ligne.
- Photo satellite GoogleView, en plein chantier, 2013.

### Presse
- Guy Bernard, Le Neckersgat [sic], musée de la ferme, La Dernière Heure, 5 août 2013, p. 13.
- Herman Ricour, Nekkersgatmolen : een van de drie overgebleven molens, Het Nieuwsblad, 30 juillet 2011.
- Interview de Françoise Dupuis (échevine du Logement et de la Rénovation urbaine), Wolvendael Magazine, mars 2011, n° 567.
- Guy Bernard, La rénovation du «Nekkersgat» est en vue, L'avenir.net, 17 juillet 2008, en ligne.
- M. Ch., Le moulin du Nekkersgat va revivre, 23 juin 2008, DH.be, en ligne.
- Mathieu Colleyns, Nekkersgat en voie de rénovation, La Libre, 6 mars 2006, en ligne.
- Émilie Haquin, Un projet de 188 lits au Nekkersgat, Le Soir, 5 juillet 2005, p. 20.
- Annick Henrotin, Le Neckersgat ucclois patauge dans l'eau sale du Geleytsbeek, Le Soir, 29 avril 1992, p. 20.
- Annick Henrotin, Le Neckersgat ucclois recèle armes et armures des temps jadis. Maître Jean (Seydel) est à la forge et au moulin, Le Soir, 27 avril 1992.

### Autres
- Lieven Denewet, Nekkersgatmolen, 2013, en ligne.
- J.A. De Molina, De watermolen van het Neckersgat te Ukkel-Stalle tijdens de familie Gaucheret, Ucclensia, mars 1979, n° 75, p. 2-4.
- H. Crokaert, Les moulins d'Uccle, Le Folklore Brabançon, 1962, n° 155, p. 289-329.
- Moulin de Nekkersgat, Reflexcity, en ligne.